# Cyrtolabulus nigerrimus
Cyrtolabulus nigerrimus är en stekelart som beskrevs av Gusenleitner 2002. Cyrtolabulus nigerrimus ingår i släktet Cyrtolabulus och familjen Eumenidae. Inga underarter finns listade i Catalogue of Life.